# گوگارک
گوگارک (ارمنی: Գուգարք, (به لاتین: Gogarene), یونانی: Γογαρινή)یک منطقه تاریخی و سیزدهمین استان پادشاهی باستان ارمنستان بود. اکنون بخش‌هایی از شمال ارمنستان، شمال شرقی ترکیه و جنوب غربی گرجستان را شامل می‌شده است.